# Marcel-Pierre Ruty
Marcel-Pierre Ruty (1868-1937) est un artiste peintre, graveur, décorateur et illustrateur français, de style art nouveau.

## Biographie
Marcel-Pierre Ruty est né Pierre Marcel Ruty à Paris (2e arrondissement) le 25 septembre 1868. Il entre à l'École des arts décoratifs de Paris,, puis obtient une bourse de voyage.
Il commence à publier des compositions illustrées en septembre 1887 dans la revue L'Art. Ensuite, en 1889, il exécute au moins trois couvertures pour la revue Le Moderniste illustré. Il dessine accessoirement pour quelques maisons de couture, et est employé comme peintre-décorateur pour l'exposition universelle de 1889 (Paris).
Durant les années 1890, il travaille comme illustrateur pour la Maison Quantin et les éditions Armand Colin, à la fois pour des ouvrages destinés à la jeunesse, des catalogues et des périodiques, comme Le Petit Français illustré. Il est chargé de la décoration du palais français à l'exposition universelle de 1893 à Chicago, où il se rend.
En 1896, il collabore à la revue Le Livre des légendes dirigée par Jacques des Gachons. En 1899, il exécute la couverture de la revue L'Estampe et l'Affiche.
Pour l'exposition universelle de 1900 à Paris, il est l'auteur des façades peintes du palais du Printemps et du palais de la Tapisserie et des Manufactures nationales aux Invalides.
De 1899 à 1917, il fait partie des artistes, avec Alfons Mucha, qui collaborant étroitement à la revue Le Mois littéraire et pittoresque, éditée par les éditions de la Bonne Presse (actuel Groupe Bayard), pour lequel il produit également des calendriers et des cartes postales à motifs religieux.
En 1902, 1907 et 1909, il expose des huiles sur toile au salon de la Société nationale des beaux-arts, respectivement Le Destin, Le Retour au champ et Le Port de Concarneau ; son adresse parisienne est mentionnée à cette époque au 70 de la rue Notre-Dame-des-Champs.
En 1906-1907, sous la direction de René Binet, il exécute les peintures de plafonds du magasin du Printemps, boulevard Haussmann (Paris).
En 1918, il entreprend la rédaction d'un essai illustré à visées pédagogiques, sur la « nature de l'art ». Sa trace semble se perdre après 1920 mais on sait qu'il meurt à Limeil-Brévannes le 22 mai 1937.
Il signait ses dessins et gravures « P. Ruty ».

## Compositions illustrées pour des ouvrages

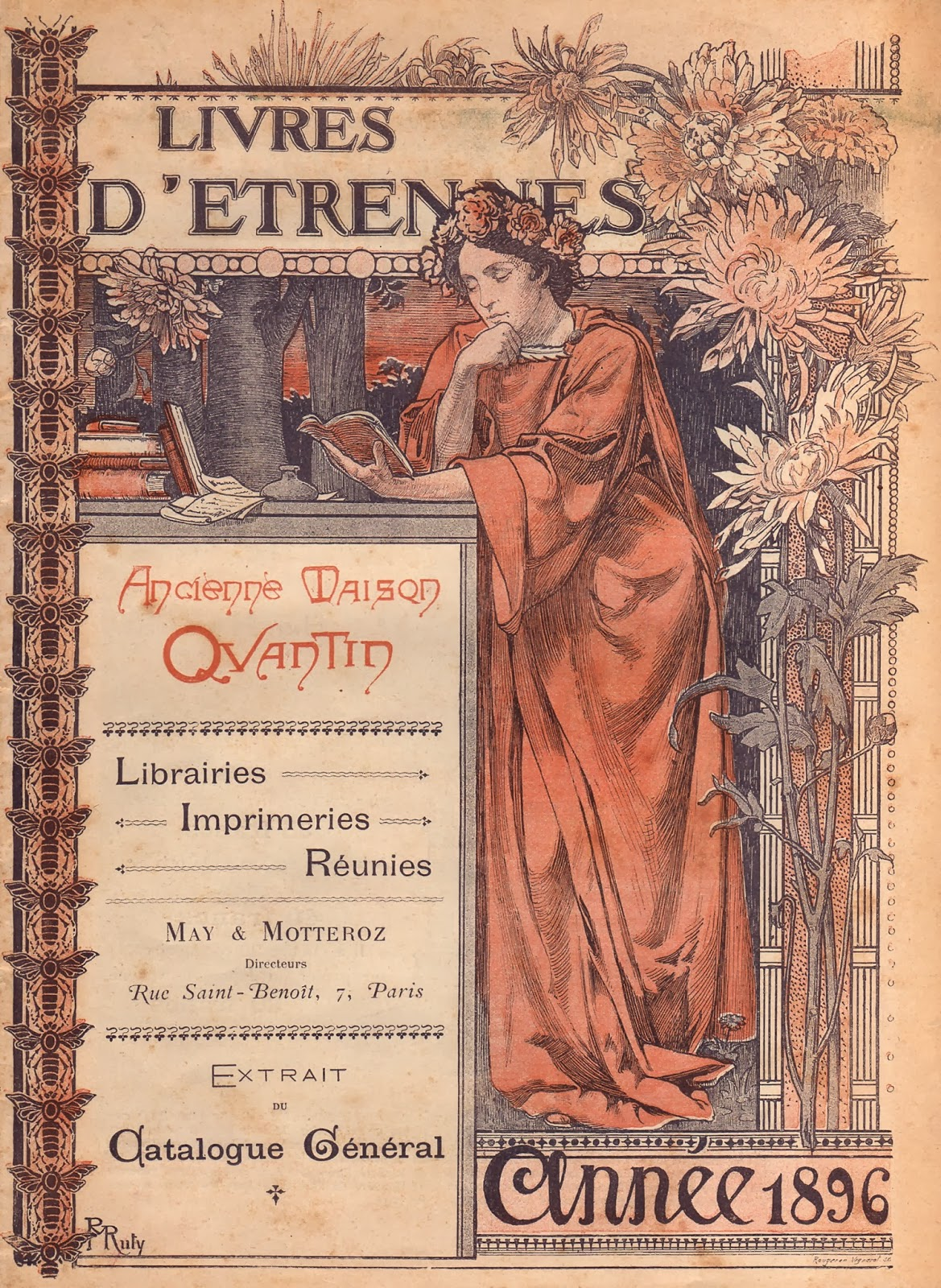
Couverture du catalogue d'étrennes (Quantin, 1896).

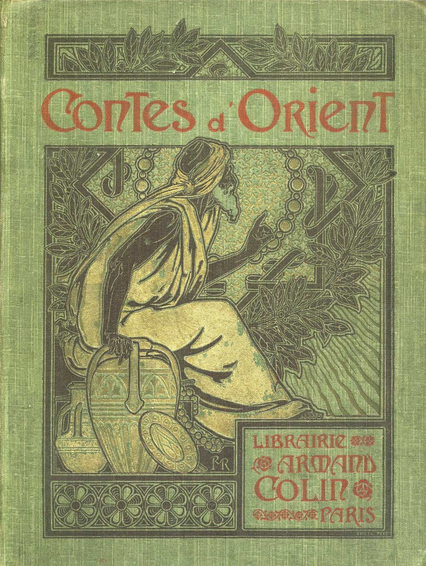
Couverture de Contes d'Orient (1902).

- Charles Normand, Contes antiques : Les trois miracles d'Osiris ; L'héritage du cousin Agathias ; Le triomphe de Bibulus, illustrations de Christophe et ornements de Ruty, Armand Colin, 1893.
- Judith Gautier, Mémoires d'un éléphant blanc, illustrations d'Alfons Mucha et ornements de Ruty, Armand Colin, 1894.
- Gabriel Franay, Mon Chevalier, A. Colin, 1896 — prix Monthyon.
- Victor Hugo, Erivadnus, 26 compositions sur bois gravées au burin par Pierre Gusman, Société française d’édition d’art - L.-Henry May, 1900 — sur Gallica.
- Marc Guéchot (adapt.), Contes d'Orient, 78 gravures sur bois, A. Colin, 1902.